# Montesia bosqi
Montesia bosqi là một loài bọ cánh cứng trong họ Cerambycidae.